# Лисиці (Тверська область)
Лисиці (рос. Лисицы) — присілок в Калінінському районі Тверської області Російської Федерації.
Населення становить 36 осіб. Входить до складу муніципального утворення Каблуковське сільське поселення.

## Історія
Від 2005 року входить до складу муніципального утворення Каблуковське сільське поселення.

## Населення
| 1859 | 1886 | 2002 | 2010 |
| ---- | ---- | ---- | ---- |
| 696  | ↘676 | ↘45  | ↘36  |